# Jiří Stříbrný
Jiří Stříbrný (14. ledna 1880 Rokycany – 21. ledna 1955 Ilava) byl československý politik, novinář, účastník prvního odboje, jeden z mužů 28. října, majitel bulvárních novin (například Polední list a další) a několikanásobný ministr. Zpočátku patřil mezi hlavní politiky národních socialistů, později po rozkolu předák radikálně nacionalistických formací, nejčastěji známých pod názvem Národní liga. V letech 1923 až 1928 byl prezidentem fotbalového klubu AC Sparta Praha. Po roce 1945 byl odsouzen a vězněn.

## Rakousko-Uhersko

### Mládí
Narodil se v Rokycanech Jaroslavu Stříbrnému a byl pokřtěn jménem Ferdinand. Rodina záhy přesídlila do Prahy. Jméno Jiří přijal později. Vystudoval vyšší průmyslovou školu, kam přestoupil z neúspěšných studií na gymnáziu. Již během svých středoškolských studií se stal politicky aktivním a roku 1897 se zúčastnil zakládajícího sjezdu České strany národně sociální. Následně působil v její mládežnické organizaci a jako redaktor jejích periodik (krom Prahy mimo jiné i v Českých Budějovicích či v rámci krajanského sdružení ve Vídni). Od roku 1911 byl redaktorem Českého slova.

### Politika
Ve volbách do Říšské rady roku 1911 se stal poslancem Říšské rady (celostátní parlament), kam byl zvolen za okrsek Čechy 06. Usedl do poslanecké frakce Český národně sociální klub. Ve vídeňském parlamentu setrval do zániku monarchie (Rakousko-Uherska). Právě díky jeho aktivitě se podařilo jeho straně zachovat si své voličstvo i po takzvané Švihově aféře (Odhalení národně socialistického poslance Karla Švihy jako policejního donašeče. Po ukončení této aféry se ovšem zjistilo, že Šviha donašečem nebyl.).
V létě 1914 byl i přes své známé protirakouské postoje povolán do armády, v dubnu 1917 byl propuštěn do zálohy. Ihned po propuštění se zapojil do odbojového hnutí Maffie (skupina okolo Františka Síse). Zároveň posílil jeho vliv ve straně, z jejíhož vedení se mu podařilo vytlačit aktivistické prorakouské exponenty. Na zasedání ke konci první světové války znovusvolané Říšské rady pronesl velmi ostrý a pro něj riskantní projev proti poměrům v rakouských internačních táborech.
V červenci roku 1918 se pak stal členem Národního výboru, o tři měsíce později, v září 1918, členem Socialistické rady, jež vznikla jako volný koordinační orgán obou velkých českých levicových stran, sociálních demokratů a národních sociálů (nyní přejmenovaných na socialisty). Pomáhal organizovat generální stávku 14. října 1918.

## Československo

### Vrcholný politik a ministr
28. října roku 1918 se Stříbrný stal jedním z pěti „mužů 28. října“, kteří se podíleli na vyhlášení samostatného Československa a převzetí moci v Praze. Předseda strany Václav Klofáč byl v té době na jednání se zahraničním exilem v Ženevě. Stříbrný po jednání s velitelem rakouské vojenské posádky v Praze donutil armádu, aby proti převratu nevystupovala. Spolu s dalšími muži 28. října a členy předsednictva Národního výboru podepsal Provolání o samostatnosti československého státu a příslušný zákon, který formálně přetrhával vazby s monarchií.
Za první republiky byl dlouhodobě až do roku 1935 členem nejvyššího zákonodárného sboru Československa. V letech 1918–1920 byl poslancem Revolučního národního shromáždění. V parlamentních volbách v roce 1920 byl zvolen do Národního shromáždění RČS. Mandát obhájil v parlamentních volbách v roce 1925. Poslaneckého mandátu byl zbaven (po rozkolu se svou stranou) nálezem volebního soudu z 19. května 1928. Místo něj pak do parlamentu nastoupil Otakar Klapka. Opětovně se poslancem stal v parlamentních volbách v roce 1929, nyní již za své volební uskupení Liga proti vázaným kandidátním listinám. V parlamentu setrval do konce funkčního období sněmovny, tedy do roku 1935.
Četné byly jeho posty ve vládách Československa. Od 14. listopadu 1918 do 8. července 1919 působil jako první ministr pošt a telegrafů. Potom opakovaně od 8. července 1919 do 17. září 1919, od 25. května 1920 do 15. září 1920 a od 7. října 1922 do 20. července 1925 jako československý ministr železnic. Potom ještě v období 9. prosince 1925 – 18. března 1926 zastával funkci ministra národní obrany.
V letech 1920 až 1926 byl místopředsedou ústředního výkonného výboru Československé strany socialistické, působil též jako zástupce této strany v takzvané Pětce (koaliční orgán hlavních československých vládních sil). Měl vliv ve stranickém tisku a dokázal zajišťovat financování strany.
Již v této době ale postupně rostly jeho spory s dalšími předáky socialistů, zejména v oblasti zahraniční politiky polemizoval s Edvardem Benešem. Ten do strany vstoupil roku 1922 a postupně začal svým vlivem konkurovat Stříbrnému. U Stříbrného sílil důraz na národní, nacionalistický aspekt strany. Sbližoval se v tomto ohledu s Karlem Kramářem. Národně demokratický tisk ho k nevoli některých socialistických politiků začal veřejně chválit a zastávat se ho.

### Odchod z vlády
Oficiálním důvodem jeho rezignace na funkci ministra obrany v roce 1926 byla odpovědnost, kterou převzal za Masarykovo chování během oslav svátku mistra Jana Husa (tzv. Marmaggiho aféra). Ačkoliv již v té době existovaly mezi oběma muži spory o význam domácího a zahraničního odboje za první světové války, Masaryk jeho abdikaci přijal 20. července 1925 s nechutí a po dlouhém zdráhání a v dopise na rozloučenou se nechal slyšet, že se těší na Stříbrného působení v další vládě.
Faktickým důvodem jeho odchodu byla úplatkářská aféra. Jeho bratr František Stříbrný byl ředitelem Československé diskontní banky a její obchodní společnosti pro prodej uhlí a ministr železnic od něj měl nakupovat předražené uhlí pro státní dráhy. Úplatky měl přijímat nejen sám ministr, ale i jeho strana. V roce 1934 byl Stříbrný z tohoto podezření ovšem očištěn (viz níže).
V souvislosti s rozkolem se svou stranou vydal brožuru Kdo je vinen, v níž zaútočil na politiku Edvarda Beneše. Podporu veřejnosti ani hlavních politických aktérů ale nezískal a postavil se proti němu i předseda strany Klofáč, který zároveň začal o Stříbrném šířit fámy, že trpí syfilidou ve stádiu progresivní paralýzy. Klofáč si vyžádal, podle Stříbrného jménem Masaryka, stanovisko lékaře Trýba, který o Stříbrného diagnóze veřejně psal, ačkoliv Stříbrného osobně nevyšetřoval. Pozdější vyšetření prokázala, že tuto nemoc nikdy neměl.
Definitivní konec jeho stranické a vládní kariéry nastal v září 1926, kdy se v Brně konal po pádu druhé Švehlovy vlády mimořádný sjezd socialistů, kde byl nejprve změněn název strany na Československá strana národně socialistická a posléze vyloučen Jiří Stříbrný a jeho příznivci (pro vyloučení hlasovalo 96, proti 42 delegátů). Na sjezdu zároveň získali převahu Václav Klofáč a Edvard Beneš.

### Předák Národní ligy
Po svém vyloučení z národně socialistické strany se Stříbrný odmítl stáhnout z politiky, dokonce po jistou dobu směřoval své jednání k možné revizi výsledků brněnského sjezdu a návratu do strany. Brzy se ale zaměřil na ustavení vlastní politické strany, která pod různými názvy (nejčastěji známa jako Národní liga) existovala až do roku 1938. Dočasně využil i toho, že zůstával nadále poslancem Národního shromáždění.
Spolu s dalšími lidmi, zejména vyloučenými či dobrovolně odejitými od národních socialistů, založil v květnu 1927 Slovanskou stranu národně socialistickou. Ani nyní se ale nevzdával cíle návratu do své domovské strany, svůj nový politický subjekt tak ustavil jen jako formální sdružení bývalých národních socialistů a nezahájil skutečné budování stranické sítě. To se změnilo po jeho vyloučení ze sněmovny roku 1928. Začaly přípravy na první sjezd nové strany, která se mezitím přejmenovala na Radikální hnutí – slovanští národní socialisté. Tento název byl pak na sjezdu konaném v dubnu 1929 v Praze změněn na Radikální strana – slovanští socialisté. Stříbrný byl oficiálně zvolen jejím předsedou. Od roku 1930 nesla název Národní liga a takto je nejvíce známa coby politický směr okolo Jiřího Stříbrného.
Programově se definovala jako národní, socialistická ale nemarxistická. Navazovala na Stříbrného původní národně socialistickou stranu, novinkou bylo přidání slovanského, internacionálního rozměru. V roce 1928 po nuceném odchodu ze sněmovny definoval Stříbrný stranu jako centristickou. Dokonce mluvil o nahrazení pojmu socialismus pojmem demokratismus. V roce 1929 ale v souvislosti s volební kampaní Stříbrný rétoricky přitvrdil. Vliv na tom měl i nástup mladší generace inspirované fašismem.
V roce 1929 se Liga zúčastnila voleb společně s Národní obcí fašistickou (NOF) ve volebním uskupení pod názvem Liga proti vázaným kandidátním listinám. Šlo o účelovou volební koalici, na které měl předseda NOF Radola Gajda zájem, protože vlivem vnitřních sporů pozice NOF slábly. Liga proti vázaným kandidátním listinám stavěla svou agitaci na nacionálním šovinismu, kritice politických stran, podporovala plebiscit a přímou demokracii. Stříbrného skupina i NOF si nicméně zachovávaly organizační samostatnost. Ve volbách Liga proti vázaným kandidátním listinám neuspěla. Získala necelé 1 % hlasů. Poslanecký mandát získali pouze Jiří Stříbrný, Radola Gajda a Karel Pergler. Do Senátu byl za Ligu zvolen Jindřich Trnobranský. Stříbrný se tak po roce od svého vyloučení z parlamentu do nejvyššího zákonodárného sboru vrátil. Alianci Stříbrného s Gajdou ale oslabovaly vzájemné spory a přetahování členstva. V dubnu 1930 se Stříbrného Národní liga zcela osamostatnila.
Liga se postupně radikalizovala. Na svém sjezdu v lednu roku 1932 přijala program korporativního zřízení, rostla její práce mezi nacionalistickou mládeží (v roce 1933 pořádala Týden boje národní mládeže) a přibližovala se fašistickým názorům. Šlo ale o nepříliš vlivnou politickou formaci. V té době se Stříbrný věnoval zejména mimopolitické činnosti – vydával Polední list a Expres (tzv. růžový nebo červený tisk). Ve své době se jednalo o nejprodávanější lidové deníky. První číslo Poledního listu vyšlo 29. listopadu 1926. 19. března 1927 přibyl Večerní list, od ledna 1928 Nedělní list a později během roku 1928 Pondělní list. V roce 1929 se objevil i satirický list Šejdrem. Se svým bratrem Františkem Stříbrným v roce 1929 založil vlastní vydavatelskou společnost Tempo. Oba bratři v ní disponovali polovinou akcií a Jiří Stříbrný byl předsedou správní rady podniku (odstoupil až roku 1936 z daňových důvodů, v souvislosti s novým zákonem o akciových společnostech). V roce 1929 měl Nedělní list náklad 36 000 výtisků, Pondělní list dokonce 75 000 a Večerní list 81 000. I když byly Stříbrného tiskoviny považovány často za neseriózní bulvár, měly vysokou čtenost a profesionální vedení. Disponovaly sítí zpravodajů domácích i zahraničních. Tento takzvaný stříbrňácký tisk se profiloval jednoznačně opozičně, kritizoval korupci. V květnu 1933 byla státem zakázána distribuce listu Šejdrem v trafikách, Stříbrný reagoval spuštěním sítě kolportérů, ale ekonomicky to neuspělo a byl proto spuštěn nový satirický časopis Ulice. V letech 1930–1933 vycházel i týdeník Národní liga, pojatý jako stranická politická revue.
Zapojil se také do sporů uvnitř Československé národní demokracie, kde podporoval nacionalistické křídlo okolo Viktora Dyka proti pragmatikům okolo Františka X. Hodáče a o Hodáčovi šířil negativní zprávy.
Roku 1934 byl Stříbrný definitivně soudně zproštěn podezření z korupce (advokáta mu dělal národní demokrat Ladislav Rašín). Otevřela se tak možnost pro jeho výraznější roli v československé politice. V této době národní demokraté Karla Kramáře opustili kvůli ekonomickým i zahraničně-politickým neshodám vládní koalici. Pozice obou těchto subjektů se tak sblížily. V říjnu 1934 se Národní liga spojila společně s Československou národní demokracií a Národní frontou, v jejímž čele stál František Mareš, ve stranu s názvem Národní sjednocení (NSj). V listopadu 1934 se nová platforma představila na veřejné schůzi, na které vystoupil i Jiří Stříbrný. Předsedou Národního sjednocení se v dubnu 1935 stal národní demokrat Karel Kramář a Stříbrný ve straně působil jako jeden ze tří místopředsedů.
Vůči Národnímu sjednocení si udržoval částečně kritický postoj, respektive podporoval jeho plnou integraci, bez zachovávání separátních struktur jednotlivých zakládajících stran. Již v lednu 1935 kritizoval, že sloučení obou stran se protahuje. Od kompletní integrace očekával možnost zaujmout vedoucí postavení v NSj. V březnu 1935 dokonce Národní liga odhlasovala na svém sjezdu svůj zánik a vplynutí do NSj. Tuto politiku podporoval i Karel Kramář a také radikálně nacionalistická mládežnická organizace Mladé Národní sjednocení. V řadách bývalých národních demokratů ovšem existovala i skupina politiků, kteří trvalejší fúzi s Národní ligou odmítali. NSj navíc nezaznamenalo v parlamentních volbách roku 1935 výraznější volební úspěch a trend k integraci se nadále zkomplikoval. Stříbrný sám na neokázalé volební výsledky reagoval tím, že se zřekl poslaneckého mandátu (dle vzpomínek novináře Rudolfa Kopeckého musel být Stříbrný k rezignaci na mandát donucen). V následujících letech probíhal v NSj boj o nástupnictví po již nemocném a stárnoucím Karlu Kramářovi. Proti ambicím Jiřího Stříbrného vystupoval František Hodáč. Kramář v lednu 1937 tlačil na Hodáče, aby odešel z místopředsednické funkce, ale ten to odmítl. Na pražské městské konferenci strany 24. března 1937 pak byli Stříbrného spojenci přehlasováni. Pro tradiční národně demokratické špičky byl Stříbrný coby předseda strany nepřijatelný. Sám Stříbrný na neúspěch reagoval ustavením vlastní frakce. 18. dubna 1937 oznámil, že založí nové lidové hnutí Národního sjednocení a označil stávající Národní sjednocení za panskou stranu. V dubnu 1937 se od něj odvrátil Kramář, který souhlasil s uveřejněním prohlášení, v němž se od Stříbrného frakce zcela distancoval. Tím Stříbrný a jeho skupina v NSj skončili a v červenci 1937 potvrdil sjezd Národního sjednocení návrat k uměřenější národně demokratické politice.
Po rozkolu se Stříbrného Národní liga ustavila opět jako zcela samostatný subjekt, nyní pod názvem Národní liga – strana radikální, národní a demokratická. V kampani před komunálními volbami v roce 1938 používala antisemitské heslo: „Kdo jsi proti křivým nosům, vol kandidátku osm.“ Stříbrný sám přímo měl kontakty s Židy (dokonce měl židovské karetní spoluhráče). V období Mnichovské krize byl zastáncem obrany republiky.

### Po Mnichovu
Po kapitulaci ve své kritice vůči Edvardu Benešovi ještě přitvrdil. Jeho tisk spustil proti Benešovi ostrou kampaň a vnesl do veřejného slovníku slovo odbenešit. Vyznačoval se taky primitivním antisemitismem, inspirovaným Německou říší. Stříbrný napsal knihu „Kramářův soud nad Benešem“.
Za druhé republiky působil v jedné ze dvou českých stran, Straně národní jednoty. Za nacistické okupace se stáhl z politiky a žil ve své vile v Káraném. Třebaže názor na Beneše nezměnil, odmítl se podrobit nátlaku nacistů, aby ho kritizoval veřejně.

### Poválečná pomsta
I přes to, že nacisty nepodporoval, byl po osvobození na základě retribučního dekretu postaven před Národní soud a odsouzen k doživotnímu žaláři. Výše trestu je mnohými považována za neúměrnou a podobně jako v případě agrárního předáka Rudolfa Berana šlo spíše o vyřizování účtů z doby předmnichovské ČSR. Ve vězení napsal dosud nepublikované paměti, které jsou však ovlivněny jeho nadějí, že bude Zápotockým amnestován (měl od Zápotockého amnestii přislíbenou). Ve vězení se krátce sešel i se svým synovcem. Zemřel roku 1955, podle některých zdrojů ve valdické věznici, podle zjištění historika Rudolfa Píši i dodatečného zápisu v matrice narozených ve věznici Ilava na Slovensku.